# جشنواره فیلم کن ۱۹۵۶
نهمین دوره جشنواره فیلم کن در این دوره فیلم جهان خاموش توانست نخل طلا را بدست بیاورد. در ۹ دوره گذشته این چهارمین بار است که یک فیلم ایتالیایی برنده نخل طلا میشود. 

## برندگان
- نخل طلا: جهان خاموش به کارگردانی مشترک ژاک-ایو کوستو و لویی مال
- جایزه هیئت داوران جشنواره فیلم کن: معمای پیکاسو توسط آنری-ژرژ کلوزو
- جایزه بهترین بازیگر زن جشنواره فیلم کن: سوزان هیوارد برای فردا گریه خواهم کرد
- جایزه بهترین کارگردان جشنواره فیلم کن: سرگی یوتکویچ برای اتلو
- نخل طلایی فیلم کوتاه: بادکنک قرمز توسط آلبر لاموریس